# Tchiss Lopes
Narciso Lopes, más conocido como Tchiss Lopes (São Vicente, 27 de julio de 1959), es un cantante, músico y compositor caboverdiano.

## Biografía
Al crecer en el barrio de Monte Sossego de la ciudad portuaria de Mindelo, Lopes llegó a conocer la música a través del hermano de su padre, su tío Celestine, un guitarrista tradicional de Cabo Verde más conocido como Dogado. Inmerso en la vibrante escena musical de São Vicente, Lopes comenzó a tocar la guitarra a los 6 años y, paralelamente a su carrera musical, fue futbolista profesional de uno de los mejores equipos de Mindelo.
A principios de 1980, la situación política de la isla empujó a Lopes a emigrar a la edad de 21 años. Primero se trasladó a Portugal, donde participó en las selecciones de algunos importantes equipos de fútbol locales, hasta que llegó a Roma el 20 de febrero de 1980. Una vez en Roma, su primo le consiguió un contrato de 11 meses como ayudante limpiador en un carguero griego. Como en su día hizo su padre, Lopes se convirtió en marinero.
El barco zarpó de Civitavecchia a Lagos, donde pronto Lopes se dio cuenta de que la vida de marinero no era para él. A medida que avanzaba el viaje, de Nigeria a Senegal, de Polonia a Escocia, Lopes se mostraba cada vez más indispuesto y solo encontraba consuelo en su música. Sin embargo, tuvo la suerte de contar con la buena disposición del ingeniero jefe de máquinas, que le permitió permanecer a bordo hasta su llegada a Senegal. Ante la posibilidad de ser dado de baja en Cabo Verde o seguir navegando hacia Brasil, Lopes dejó su guitarra a un lado y comenzó a trabajar como nunca hizo. El barco cruzó el océano Atlántico y Lopes fue ascendido a limpiador. Viviendo los sonidos de Brasil en su propia piel, Lopes regresó a Roma, donde finalmente explotó su carrera musical.
Después de conocer a Zé Ramos, líder de la banda Cabo Verde Novo, que estaba buscando un nuevo guitarrista, Lopes se unió al grupo y contribuyó en pocas semanas a su primer LP de 1981 Moreninha, con cuatro de sus canciones originales. En menos de un año, acompañado por Cabo Verde Novo, Lopes logró grabar su primer LP Stranger Já Catem Traboi, al que considera su pasaporte musical. Experimentando más con el reggae y el funaná, Lopes reunió a algunos de los mejores músicos caboverdianos de la época. En 1984, junto a Zé António a la guitarra, Bebethe al bajo y Alírio a la batería, grabó su segundo LP Já Bô Corre D’Mim. Los tres álbumes se grabaron en el Pomodoro Studio en Sutri y expresan el sonido profundo y estratificado de la música de Lopes.
Lopes viajó por Italia de norte a sur, tocando en ciudades como Milán, Roma, Nápoles y Palermo, y llevó su música por toda Europa: en los Países Bajos, Francia, Portugal, Luxemburgo y Alemania, por nombrar algunos. Continuó trabajando en proyectos personales y colaborativos con bandas como Tabanca, Night Rockers, Som D’Ilhas y Tropical Sound, pasando de coladeira, morna, funaná hasta samba, reggae, zouk-love y kizomba.
Lopes se define a sí mismo como un comunicador musical.

## Discografía

### Álbumes
- Moreninha (1981)
- Stranger Já Catem Traboi (1982)
- Já Bô Corre D'Mim (1984)
- Tónte Sonhe Tónte Esperança (1989)
- Móda Bô Katem Igual (1994)
- Sentimento Criol (1996)
- Voz D'Nha Sentimento (2001)
- Sentimento Real (2003)
- Recomecar (2005)
- Estima (2010)
- Paginas d'Vida (2015)
- Nôs Mindel (2019)

### Sencillos
- S. S. Silvestre (2005)